# Liste der Abgeordneten zum Galizischen Landtag (VIII. Wahlperiode)
Diese Liste der Abgeordneten zum Galizischen Landtag (VIII. Wahlperiode) listet alle Abgeordneten zum Galizischen Landtag des Kronlandes Galizien und Lodomerien in der VIII. Wahlperiode auf. Die Wahlperiode reichte von 1901 bis 1907.

## Landtagsabgeordnete
Die Tabelle enthält im Einzelnen folgende Informationen:
| Name:        | Name des Abgeordneten |
| Wahlklasse:  | Die dem Klassenwahlrecht entsprechende Wahlklasse bzw. Kurie: I. Wahlklasse = Virilstimme (Bischöfe und Rektoren); II: Adelige des Großen Grundbesitzes; III: Handels- und Gewerbekammer; IV: Zensuswahlklasse unterteilt nach Städten/Orten bzw. Landgemeinden; |
| Region:      | Die im Wahlbezirk enthaltenen Städte bzw. Gerichtsbezirke (Landgemeindewahlbezirke) |
| Anmerkungen: | Veränderungen während der Periode durch Tod, Mandatsverzicht oder spätere Angelobung |

| Abrahamowicz Dawid                      | Großgrundbesitz                     | 16. Wahlkreis Lemberg                          | |
| Agopsowicz Stanisław                    | Landgemeinden                       | 23. Wahlkreis Stary Sambor                     | seine erste Wahl wurde annulliert, jedoch wurde er bei der Nachwahl erneut gewählt. Starb 1906/07          |
| Badeni Kazimierz                        | Großgrundbesitz                     | 1. Wahlkreis Krakau                            | |
| Bal Stanisław                           | Landgemeinden                       | 22. Wahlkreis Rudki                            | |
| Barabasz Ołeksa                         | Landgemeinden                       | 29. Wahlkreis Bohorodczany                     | |
| Barwiński Aleksander                    | Landgemeinden                       | 42. Wahlkreis Brody                            | trat am 29. Oktober 1903 zurück                                                                            |
| Baworowski Jerzy                        | Landgemeinden                       | 40. Wahlkreis Trembowla                        | |
| Bednarski Jan                           | Landgemeinden                       | 64. Wahlkreis Nowy Targ                        | |
| Białoskórski Stanisław                  | Großgrundbesitz                     | 10. Wahlkreis Żółkiew                          | |
| Bilczewski Józef                        | Virilstimme                         | römisch-katholischer Erzbischof von Lemberg    | |
| Biliński Leon                           | Städte                              | 4. Wahlkreis Stanisławów                       | |
| Bobrzyński Michał                       | Großgrundbesitz                     | 1. Wahlkreis Krakau                            | |
| Bohaczewski Teodor                      | Landgemeinden                       | 34. Wahlkreis Dolina                           | Er trat am 29. Oktober 1903 zurück und wurde bei den Nachwahlen am 14. Juni 1904 wiedergewählt             |
| Bojko Jakub                             | Städte                              | 1. Wahlkreis Lemberg                           | |
| Borkowski Mieczysław                    | Landgemeinden                       | 7. Wahlkreis Zaleszczyki                       | schied vorzeitig aus                                                                                       |
| Brunicki Adolf                          | Landgemeinden                       | 2. Wahlkreis Gródek                            | |
| Brykczyński Stanisław                   | Großgrundbesitz                     | 14. Wahlkreis Stanisławów                      | |
| Buynowski Tytus                         | Landgemeinden                       | 68. Wahlkreis Pilzno                           | |
| Chomyschyn Hryhorij                     | Virilstimme                         | griechisch-katholischer Bischof von Stanislau  | ab 1904 |
| Cieński Leszek                          | Großgrundbesitz                     | 15. Wahlkreis Kolomyia                         | |
| Cieński Tadeusz                         | Landgemeinden                       | 6. Wahlkreis Podhajce                          | |
| Ciuchciński Stanisław                   | Städte                              | 1. Wahlkreis Lemberg                           | wurde am 3. September 1907 als Nachfolger von Michał Michalski gewählt                                     |
| Cybulski Napoleon                       | Virilstimme                         | Jagiellonen-Universität                        | im Jahr 1904                                                                                               |
| Czarkowski-Golejewski Tadeusz           | Landgemeinden                       | 8. Wahlkreis Borszczów                         | folgte 1907 Mieczysław Borkowski nach                                                                      |
| Czartoryski Jerzy                       | Landgemeinden                       | 16. Wahlkreis Jaroslaw                         | |
| Czaykowski Wiktor                       | Großgrundbesitz                     | 5. Wahlkreis Czortków                          | |
| Czaykowski Władysław                    | Landgemeinden                       | 15. Wahlkreis Przemyśl                         | |
| Czechowicz Konstanty                    | Virilstimme                         | griechisch-katholischer Bischof von Przemyśl   | |
| Czecz de Lindenwald Karol               | Großgrundbesitz                     | 1. Wahlkreis Krakau                            | wurde am 21. Juni 1906 als Nachfolger von Karol Czecz de Lindenwald gewählt.                               |
| Dąmbski Stanisław                       | Großgrundbesitz                     | 12. Wahlkreis Rzeszów                          | |
| Dembiński Bronisław                     | Virilstimme                         | Rektor der Universität Lemberg                 | im Jahr 1907                                                                                               |
| Dunajewski Julian                       | Städte                              | 10. Wahlkreis Nowy Sącz                        | |
| Dzieduszycki Klemens                    | Großgrundbesitz                     | 13. Wahlkreis Stryj                            | |
| Dzieduszycki Wojciech                   | Großgrundbesitz                     | 14. Wahlkreis Stanisławów                      | |
| Dzieślewski Roman                       | Virilstimme                         | Technische Akademie Lemberg                    | im Jahr 1901                                                                                               |
| Effmowicz Teodoza                       | Landgemeinden                       | 43. Wahlkreis Kamionka Strumiłowa              | am 14. Juni 1904 als Nachfolger von Aleksander Barwiński gewählt                                           |
| Faciewicz Bazyli                        | Virilstimme                         | griechisch-katholischer Bischof von Stanislau  | bis 1904                                                                                                   |
| Federowicz Jan                          | Städte                              | 2. Wahlkreis Krakau                            | |
| Fiedler Tadeusz                         | Virilstimme                         | Technische Akademie Lemberg                    | in den Jahren 1902 bis 1903                                                                                |
| Fijałek Jan                             | Virilstimme                         | Rektor der Universität Lemberg                 | in den Jahren 1903 bis 1904                                                                                |
| Fruchtmann Filip                        | Städte                              | 14. Wahlkreis Stryj                            | |
| Gabriel Franciszek                      | Virilstimme                         | Jagiellonen-Universität                        | im Jahr 1907                                                                                               |
| Garapich Michał                         | Großgrundbesitz                     | 7. Wahlkreis Ternopil                          | |
| Głąbiński Stanisław                     | Städte                              | 1. Wahlkreis Lemberg                           | am 5. September 1904 zum Nachfolger von Tadeusz Romanowicz gewählt                                         |
| Glidziuk Michał                         | Landgemeinden                       | 20. Wahlkreis Turka                            | starb während der Periode                                                                                  |
| Gluziński Antoni                        | Virilstimme                         | Rektor der Universität Lemberg                 | im Jahr 1905                                                                                               |
| Gniewosz Władysław                      | Großgrundbesitz                     | 4. Wahlkreis Złoczów                           | |
| Gnoiński Jan                            | Landgemeinden                       | 47. Wahlkreis Cieszanów                        | |
| Gnoiński Wincenty                       | Großgrundbesitz                     | 4. Wahlkreis Złoczów                           | |
| Goetz-Okocimski Jan                     | Landgemeinden                       | 52. Wahlkreis Brzesko                          | |
| Gołuchowski Adam                        | Landgemeinden                       | 10. Wahlkreis Husiatyn                         | |
| Gorayski August                         | Großgrundbesitz                     | 3. Wahlkreis Przemyśl                          | |
| Górski Piotr                            | Großgrundbesitz                     | 1. Wahlkreis Krakau                            | bis 1906                                                                                                   |
| Gromnicki Tadeusz                       | Virilstimme                         | Jagiellonen-Universität                        | in den Jahren 1902 bis 1903                                                                                |
| Hanczakowski Józef                      | Landgemeinden                       | 20. Wahlkreis Turka                            | folgte 1907 Michał Glidziuk nach                                                                           |
| Horodyski Kazimierz                     | Großgrundbesitz                     | 5. Wahlkreis Czortków                          | |
| Hupka Jan                               | Großgrundbesitz                     | 6. Wahlkreis Tarnów                            | |
| Huryk Józef                             | Landgemeinden                       | 28. Wahlkreis Stanisławów                      | |
| Huza Michał                             | Landgemeinden                       | 63. Wahlkreis Stary Sącz, Krynica              | |
| Jabłoński Stanisław                     | Städte                              | 12. Wahlkreis Rzeszów                          | |
| Jahl Władysław                          | Städte                              | 7. Wahlkreis Jaroslaw                          | |
| Janczewski Edward                       | Virilstimme                         | Jagiellonen-Universität                        | im Jahr 1901                                                                                               |
| Jaworski Apolinary                      | Landgemeinden                       | 41. Wahlkreis Złoczów                          | starb 1904                                                                                                 |
| Jaworski Jan                            | Landgemeinden                       | 23. Wahlkreis Stary Sambor                     | als Nachfolger von Stanisław Agopsowicz gewählt                                                            |
| Jaworski Władysław Leopold              | Städte                              | 2. Wahlkreis Krakau                            | |
| Jaworski Zygmunt                        | Städte                              | 18. Wahlkreis Gorlice, Jasio                   | trat nwährend der ersten Sitzung zurücktreten                                                              |
| Jędrzejowicz Adam                       | Landgemeinden                       | 69. Wahlkreis Ropczyce                         | |
| Jędrzejowicz Stanisław                  | Großgrundbesitz                     | 12. Wahlkreis Rzeszów                          | |
| Kalina Antoni                           | Virilstimme                         | Rektor der Universität Lemberg                 | im Jahr 1904                                                                                               |
| Kępiński Stanisław                      | Virilstimme                         | Technische Akademie Lemberg                    | in den Jahren 1903 bis 1904                                                                                |
| Kieski Jan                              | Städte                              | 15. Wahlkreis Kołomyja                         | am 18. Dezember 1907 zum Nachfolger von Kazimierz Witosławski gewählt                                      |
| Kolischer Henryk                        | Handels- und Gewerbekammer          | Lemberg                                        | |
| Korol Michał                            | Landgemeinden                       | 45. Wahlkreis Żółkiew                          | trat am 29. Oktober 1903 zurück und wurde bei den Nachwahlen am 14. Juni 1904 wiedergewählt                |
| Korytowski Juliusz                      | Landgemeinden                       | 37. Wahlkreis Tarnopol                         | |
| Kostheim Klemens                        | Landgemeinden                       | 60. Wahlkreis Nisko                            | |
| Kozłowski Włodzimierz                   | Großgrundbesitz                     | 3. Wahlkreis Przemyśl                          | |
| Kraiński Wincenty                       | Landgemeinden                       | 46. Wahlkreis Sokal                            | |
| Kraiński Władysław                      | Großgrundbesitz                     | 3. Wahlkreis Przemyśl                          | |
| Kramarczyk Franciszek                   | Landgemeinden                       | 72. Wahlkreis Biala                            | |
| Krementowski Karol                      | Landgemeinden                       | 54. Wahlkreis Jasło                            | schied vorzeitig aus                                                                                       |
| Krempa Franciszek                       | Landgemeinden                       | 70. Wahlkreis Miele                            | |
| Krzymuski Edmund Radwan                 | Virilstimme                         | Jagiellonen-Universität                        | in den Jahren 1903 bis 1904                                                                                |
| Krzysztofowicz Mikołaj                  | Großgrundbesitz                     | 15. Wahlkreis Kolomyia                         | |
| Kuryłowicz Włodzimierz                  | Landgemeinden                       | 24. Wahlkreis Sanok                            | am 20. Juni 1906 als Nachfolger von Włodzimierz Truskolaski gewählt                                        |
| Laskowski Kazimierz                     | Großgrundbesitz                     | 8. Wahlkreis Sanok                             | |
| Łazarski schied vorzeitig aus Stanisław | Städte                              | 9. Wahlkreis Biała                             | |
| Leo Juliusz                             | Städte                              | 2. Wahlkreis Krakau                            | |
| Lipiński Kazimierz                      | Städte                              | 19. Wahlkreis Sanok, Krosno                    | |
| Lityński Edmund                         | Landgemeinden                       | 5. Wahlkreis Rohatyn                           | |
| Loewenstein Natan                       | Handels- und Gewerbekammer / Städte | Brody                                          | |
| Lubomirski Andrzej                      | Großgrundbesitz                     | 10. Wahlkreis Żółkiew                          | |
| Lubomirski Kazimierz                    | Landgemeinden                       | 73. Wahlkreis Myślenice                        | |
| Lukas Rudolf                            | Städte                              | 9. Wahlkreis Biała                             | wurde am 7. November 1906 zum Nachfolger von Stanisław Łazarski gewählt                                    |
| Maiss Ferdynand                         | Städte                              | 17. Wahlkreis Bochnia, Wadowice                | |
| Małachowski Godzmir                     | Städte                              | 1. Wahlkreis Lemberg                           | |
| Mandyczowski Kornel                     | Landgemeinden                       | 31. Wahlkreis Nadwórna                         | |
| Mars Antoni                             | Großgrundbesitz                     | 11. Wahlkreis Sadec                            | |
| Maryewski Franciszek                    | Städte                              | 16. Wahlkreis Podgórze, Wieliczka              | |
| Mazikiewicz Wiktor                      | Landgemeinden                       | 48. Wahlkreis Rawa                             | trat am 29. Oktober 1903 zurück und wurde bei den Nachwahlen am 14. Juni 1904 wiedergewählt                |
| Męciński Józef                          | Großgrundbesitz                     | 6. Wahlkreis Tarnów                            | |
| Merunowicz Teofil                       | Landgemeinden                       | 1. Wahlkreis Lemberg                           | |
| Michałowski Emil                        | Städte                              | 5. Wahlkreis Tarnopol                          | |
| Michalski Michał                        | Städte                              | 1. Wahlkreis Lemberg                           | starb 1907                                                                                                 |
| Milewski Józef                          | Großgrundbesitz                     | 1. Wahlkreis Krakau                            | |
| Mogilnicki Andronik                     | Landgemeinden                       | 5. Wahlkreis Rohatyn                           | trat am 29. Oktober 1903 zurück, wurde jedoch am 14. Juni 1904 wiedergewählt.                              |
| Moysa-Rosochacki Stefan                 | Landgemeinden                       | 14. Wahlkreis Śniatyn                          | |
| Mycielski Stanisław                     | Landgemeinden                       | 4. Wahlkreis Bobrka                            | |
| Niezabitowski Stanisław                 | Großgrundbesitz                     | 9. Wahlkreis Sambor                            | |
| Obertyński Kazimierz                    | Landgemeinden                       | 41. Wahlkreis Złoczów                          | wurde als Nachfolger von Apolinary Jaworski gewählt                                                        |
| Ochenkowski Władysław                   | Virilstimme                         | Rektor der Universität Lemberg                 | in den Jahren 1902 bis 1903                                                                                |
| Ochrymowicz Ksenofont                   | Landgemeinden                       | 21. Wahlkreis Drohobycz                        | |
| Oleśnicki Eugeniusz                     | Landgemeinden                       | 33. Wahlkreis Stryj                            | Er trat am 29. Oktober 1903 zurück und wurde bei den Nachwahlen am 14. Juni 1904 wiedergewählt             |
| Onyszkiewicz Mieczysław                 | Großgrundbesitz                     | 2. Wahlkreis Brzeziny                          | |
| Ostapczuk Dmytro                        | Landgemeinden                       | 39. Wahlkreis Zbaraż                           | Er trat am 29. Oktober 1903 zurück und wurde bei den Nachwahlen am 14. Juni 1904 wiedergewählt. Starb 1907 |
| Pastor Leon                             | Städte                              | 18. Wahlkreis Gorlice, Jasio                   | am 31. Oktober 1905 als Nachfolger von Adam Skrzyński gewählt                                              |
| Paszkowi Franciszek                     | Großgrundbesitz                     | 1. Wahlkreis Krakau                            | |
| Pawlicki Stefan                         | Virilstimme                         | Jagiellonen-Universität                        | im Jahr 1905                                                                                               |
| Pawlikowski Stanisław                   | Landgemeinden                       | 36. Wahlkreis Żurawno                          | |
| Paygert Kornel                          | Großgrundbesitz                     | 5. Wahlkreis Czortków                          | |
| Pelczar Józef Sebastian                 | Virilstimme                         | römisch-katholischer Bischof von Przemyśl      | |
| Piętak Leonard                          | Städte                              | 1. Wahlkreis Lemberg                           | |
| Piłat Tadeusz                           | Großgrundbesitz                     | 11. Wahlkreis Sadec                            | |
| Piniński Leon                           | Landgemeinden                       | 38. Wahlkreis Skałat                           | |
| Płocki Władysław                        | Landgemeinden                       | 55. Wahlkreis Gorlice                          | |
| Potocki Andrzej                         | Landgemeinden                       | 50. Wahlkreis Chrzanów                         | |
| Potocki Roman                           | Landgemeinden                       | 44. Wahlkreis Przemyslany                      | |
| Potoczek Stanisław                      | Landgemeinden                       | 62. Wahlkreis Nowy Sącz, Grybów, Ciężkowice    | |
| Puzyna Józef                            | Virilstimme                         | Rektor der Universität Lemberg                 | in den Jahren 1904 bis 1905                                                                                |
| Puzyna Roman                            | Landgemeinden                       | 11. Wahlkreis Kolomyja                         | |
| Puzyna de Kosielsko Jan                 | Virilstimme                         | römisch-katholischer Bischof von Krakau        | |
| Rappaport Arnold                        | Handels- und Gewerbekammer          | Krakau                                         | starb 1907                                                                                                 |
| Rayski Albin                            | Großgrundbesitz                     | 9. Wahlkreis Sambor                            | |
| Romanowicz Tadeusz                      | Städte                              | 1. Wahlkreis Lemberg                           | starb am 29. Mai 1904                                                                                      |
| Rotter Jan                              | Städte                              | 2. Wahlkreis Krakau                            | starb 1907                                                                                                 |
| Rozwadowski Franciszek                  | Großgrundbesitz                     | 13. Wahlkreis Stryj                            | |
| Rudrof Stanisław                        | Landgemeinden                       | 9. Wahlkreis Czortków                          | |
| Rutowski Tadeusz                        | Städte                              | 1. Wahlkreis Lemberg                           | |
| Rydygier Ludwik                         | Virilstimme                         | Rektor der Universität Lemberg                 | im Jahr 1901                                                                                               |
| Sala Oktaw                              | Städte                              | 6. Wahlkreis Brody                             | |
| Sanguszko Eustachy                      | Landgemeinden                       | 66. Wahlkreis Tarnów                           | starb 1903                                                                                                 |
| Sare Józef                              | Handels- und Gewerbekammer          | Krakau                                         | 1907 zum Nachfolger von Arnold Rappaport gewählt                                                           |
| Schätzel Stanisław                      | Städte                              | 20. Wahlkreis Brzeżany, Złoczów                | |
| Schnell Oskar                           | Großgrundbesitz                     | 4. Wahlkreis Złoczów                           | |
| Sękowski Stefan                         | Großgrundbesitz                     | 6. Wahlkreis Tarnów                            | |
| Skołyszewski Witold                     | Landgemeinden                       | 53. Wahlkreis Wieliczka                        | |
| Skrzyński Adam                          | Städte                              | 18. Wahlkreis Gorlice, Jasio                   | als Nachfolger von Zygmunt Jaworski gewählt, starb 1905                                                    |
| Skrzyński Zdzisław                      | Landgemeinden                       | 27. Wahlkreis Dubiecko                         | |
| Sozański Feliks                         | Landgemeinden                       | 19. Wahlkreis Sambor                           | |
| Stadnicki Stanisław                     | Landgemeinden                       | 18. Wahlkreis Mościska                         | |
| Staniszewski Walenty                    | Städte                              | 2. Wahlkreis Krakau                            | am 7. November 1907 zum Nachfolger von Jan Rotter gewählt                                                  |
| Stapiński Jan                           | Landgemeinden                       | 56. Wahlkreis Krosno                           | |
| Staruch Antoni                          | Landgemeinden                       | 25. Wahlkreis Lisko                            | trat am 29. Oktober 1903 zurück, wurde jedoch bei den Wahlen am 14. Juni 1904 wiedergewählt.               |
| Starzyński Stanisław                    | Großgrundbesitz                     | 10. Wahlkreis Żółkiew                          | am 3. September 1907 als Nachfolger von Tadeusz Starzyński gewählt.                                        |
| Starzyński Tadeusz                      | Großgrundbesitz                     | 10. Wahlkreis Żółkiew                          | vorzeitig ausgeschieden                                                                                    |
| Stojałowski Stanisław                   | Landgemeinden                       | 71. Wahlkreis Wadowice                         | |
| Struszkiewicz Władysław                 | Großgrundbesitz                     | 1. Wahlkreis Krakau                            | |
| Syniewski Wiktor                        | Virilstimme                         | Technische Akademie Lemberg                    | im Jahr 1907                                                                                               |
| Syroczyński Leon                        | Virilstimme                         | Technische Akademie Lemberg                    | im Jahr 1904                                                                                               |
| Szajer Tomasz                           | Landgemeinden                       | 57. Wahlkreis Rzeszów                          | |
| Szatkowski Tadeusz                      | Großgrundbesitz                     | 9. Wahlkreis Sambor                            | |
| Szeptycki Andrzej Aleksander            | Virilstimme                         | griechisch-katholischer Erzbischof von Lemberg | |
| Szeptycki Jan                           | Landgemeinden                       | 17. Wahlkreis Jaworów                          | |
| Szmigielski Andrzej                     | Landgemeinden                       | 39. Wahlkreis Zbaraż                           | wurde am 3. September 1907 als Nachfolger von Dmytro Ostapczuk gewählt                                     |
| Szponder Andrzej                        | Landgemeinden                       | 49. Wahlkreis Kraków                           | |
| Szwed Wojciech                          | Landgemeinden                       | 74. Wahlkreis Żywiec                           | |
| Tarasiewicz Mikołaj                     | Großgrundbesitz                     | 2. Wahlkreis Brzeziny                          | wurde zum Nachfolger von Stanisław Wybranowski gewählt                                                     |
| Tarnawski Leonard                       | Städte                              | 3. Wahlkreis Przemysl                          | |
| Tarnowski Stanislaw                     | Virilstimme                         | Polska Akademia Umiejętności                   | |
| Tarnowski Zdzisław                      | Landgemeinden                       | 61. Wahlkreis Tyczyn, Strzyiów                 | |
| Teodorowicz Antoni                      | Landgemeinden                       | 12. Wahlkreis Horodenka                        | |
| Teodorowicz Józef                       | Virilstimme                         | armenisch-katholischer Erzbischof von Lemberg  | |
| Tomaszewski Franciszek                  | Städte                              | 13. Wahlkreis Sambor                           | |
| Traczewski Kazimierz                    | Landgemeinden                       | 3. Wahlkreis Brzeżany                          | |
| Truskolaski Włodzimierz                 | Landgemeinden                       | 24. Wahlkreis Sanok                            | schied vorzeitig aus                                                                                       |
| Trzecieski Jan                          | Großgrundbesitz                     | 8. Wahlkreis Sanok                             | |
| Tyszkiewicz Janusz                      | Landgemeinden                       | 58. Wahlkreis Kolbuszowa                       | |
| Tyszkowski Paweł                        | Landgemeinden                       | 26. Wahlkreis Dobromil                         | |
| Urbański Jan                            | Landgemeinden                       | 32. Wahlkreis Tłumacz                          | |
| Urbański Mieczysław                     | Großgrundbesitz                     | 8. Wahlkreis Sanok                             | |
| Vayhinger Adolf                         | Städte                              | 11. Wahlkreis Tarnów                           | |
| Vivien de Chateaubrun Jan               | Großgrundbesitz                     | 7. Wahlkreis Ternopil                          | |
| Wałęga Leon                             | Virilstimme                         | römisch-katholischer Bischof von Tarnów        | |
| Wereszczyński Józef                     | Großgrundbesitz                     | 2. Wahlkreis Brzeziny                          | |
| Wesoliński Adam                         | Landgemeinden                       | 54. Wahlkreis Jasło                            | am 15. November 1904 als Nachfolger von Karol Krementowski gewählt                                         |
| Widt Seweryn                            | Virilstimme                         | Technische Akademie Lemberg                    | im Jahr 1905                                                                                               |
| Wilczkiewicz Antoni                     | Landgemeinden                       | 67. Wahlkreis Dąbrowa                          | |
| Wiśniewski Leonard                      | Städte                              | 8. Wahlkreis Drohobycz                         | |
| Witosławski Kazimierz                   | Städte                              | 15. Wahlkreis Kołomyja                         | starb 1906                                                                                                 |
| Włodek Filip                            | Landgemeinden                       | 66. Wahlkreis Tarnów                           | wurde bei den Nachwahlen am 15. Oktober 1903 gewählt                                                       |
| Włodek Zdzisław                         | Landgemeinden                       | 51. Wahlkreis Bochnia                          | |
| Wodzicki Antoni                         | Landgemeinden                       | 65. Wahlkreis Limanowa, Skrzydlna              | |
| Wurst Adolf                             | Landgemeinden                       | 35. Wahlkreis Kałusz                           | |
| Wybranowski Stanisław                   | Großgrundbesitz                     | 2. Wahlkreis Brzeziny                          | trat unmittelbar nach seiner Wahl am 17. September 1901 zurück                                             |
| Zagórski Eustachy                       | Großgrundbesitz                     | 7. Wahlkreis Ternopil                          | |
| Zaleski Filip                           | Landgemeinden                       | 13. Wahlkreis Kosów                            | |
| Żardecki Bolesław                       | Landgemeinden                       | 59. Wahlkreis Łańcut                           | |
| Zaręba-Cielecki Artur                   | Landgemeinden                       | 30. Wahlkreis Buczacz                          | |